# 어론 인 더 다크 (2005년 영화)
《어론 인 더 다크》(영어: Alone In The Dark)는 독일, 미국, 캐나다에서 제작된 우베 볼 감독의 2005년 액션 공포 영화이다. 크리스천 슬레이터 등이 출연하였고, 숀 윌리엄슨 등이 제작에 참여하였다.

## 줄거리
과거 초자연 현상이 초래하는 위험으로부터 세계를 보호하는 비밀 정부 연구 기관 713국에서 일했던 초자연 현상 조사관 에드워드는 오래 전에 불가사의하게 사라진 아메리카 원주민 부족의 유물을 조사하면서 세계적인 재앙 사태에 휘말린다.

## 출연진
- 크리스천 슬레이터
- 태라 리드
- 스티븐 도프
- 프랭크 C. 터너
- 매슈 워커
- 윌 샌더슨
- 마이크 도푸드
- 프랜스와즈 입
- 마크 애치슨
- 대런 셜라비
- 캐린 코너벌
- 브렌던 플레처

## 기타 제작진
- 라인 제작: 대니얼 클라크
- 협력 제작: 프레더릭 더메이, 댄 세일스, 필리프 젤키르크, 조너선 쇼어, 외르크 티텔, 막스 방코
- 배역: 모린 웨브
- 세트: 데이비드 버드솔
- 미술: 팅크
- 의상: 마리아 리빙스톤

## 같이 보기
- 비디오 게임을 원작으로 한 영화 목록